# Vaughn Monroe
Vaughn Wilton Monroe (Akron, 7 ottobre 1911 – Stuart, 21 maggio 1973) è stato un trombettista e baritono statunitense.

## Biografia
Interessato fin da giovane all'opera e particolarmente abile con la tromba, ha raggiunto la notorietà nel 1941 grazie al brano Racing with the Moon, seguito da My Devotion, When the Lights Go on Again (All Over the World) e Let's Get Lost. Legato all'etichetta discografica RCA Victor dal 1941, ha ottenuto il vero successo quattro anni dopo, nel 1945 grazie a due brani che hanno scalato le classifiche di vendita, There! I've Said It Again e in particolar modo nel 1946 con Let It Snow! Let It Snow! Let It Snow! che raggiunse la prima posizione nella Billboard Hot 100 per cinque settimane, divenuto negli anni a venire un classico natalizio reinciso e riportato in auge da numerosi diversi artisti, come Michael Bublé, Dean Martin e Ella Fitzgerald. 
Altri successi degli anni quaranta sono stati Ballerina che nel 1947 raggiunse la prima posizione nella Billboard Hot 100 per dieci settimane e (Ghost) Riders in the Sky: A Cowboy Legend che nel 1949 raggiunse la prima posizione per undici settimane.
Negli anni cinquanta ha anche intrapreso la carriera di attore recitando nelle pellicole western L'amante del bandito (1950) e Il massacro di Tombstone (1952) e in alcune serie televisive, mentre proseguiva l'attività musicale, senza però bissare il successo dei suoi primi singoli. Ha intrapreso anche una carriera televisiva, conducendo per diversi anni il varietà musicale della NBC Camel Caravan.
È morto nel 1973, a sessantadue anni, in seguito a un intervento chirurgico allo stomaco.

## Filmografia
- L'amante del bandito (Singing Guns), regia di R.G. Springsteen (1950)
- Il massacro di Tombstone (Toughest Man in Arizona), regia di R.G. Springsteen (1952)
- General Electric Theater – serie TV, episodio 9x04 (1960)